# Najstarszy cmentarz żydowski w Łasku
Najstarszy cmentarz żydowski w Łasku – został założony najprawdopodobniej w XVII wieku w pobliżu synagogi. Data jego likwidacji pozostaje nieznana.